# DIY (субкультура)
DIY, D.I.Y. (от англ. Do It Yourself — укр. «зроби це сам») В англомовних країнах з 1950-х років означало самостійну хатню роботу — ремонт електротехніки, побутової техніки тощо Починаючи з 1980-х стає девізом неформальної культури, «культу самоучки» — в музиці (панк-року, інді-року, альтернативної музики і т. п.), самвидаву (фензинів) тощо. DIY — свого роду етика поведінки, особливо творчої, характерна для такого роду напрямів.